# Meganium
Meganium is de laatste evolutie van Chikorita. Chikorita evolueert in level 16 naar Bayleef, en in level 32 naar Meganium. Het is een Grass-type Pokémon. 
Het kan aanvallen als: Razor Leaf, Vine Whip, Sun Beam, Body Slam enz. Het is een plant Pokémon. Chikorita en Bayleef hebben op hun kop een blad. Meganium heeft 2 meeldraden en om zijn nek bloemblaadjes.
De Pokédex zegt het volgende over Meganium:
"Meganium, de kruiden-Pokémon. Meganium bezit de kracht om opgedroogde planten te herstellen, en tot leven te brengen met zijn adem!"
Meganium is 1,80 meter hoog, en weegt 100,5 kg.

## Ruilkaartenspel
Er bestaan acht standaard Meganium kaarten en één Meganium ex-kaart, allemaal met het type Grass als element. Verder bestaat er nog één Meganium δ-kaart met als type Fighting.